# Raisei Shimazu
Raisei Shimazu (島津 頼盛 Shimazu Raisei?, nacido el 7 de abril de 1999 en Osaka) es un futbolista japonés que se desempeña como centrocampista.

## Trayectoria

### Clubes
| Club                | País  | Año               |
| ------------------- | ----- | ----------------- |
| Zweigen Kanazawa    | Japón | 2018 - 2021       |
| Kagoshima United FC | Japón | 2021 - 2022       |
| Zweigen Kanazawa    | Japón | 2022              |
| FC Tiamo Hirakata   | Japón | 2022 - 2023       |
| Zweigen Kanazawa    | Japón | 2023              |
| FC Tiamo Hirakata   | Japón | 2023 - Actualidad |

## Estadística de carrera

### J. League
| Club             | Año   | J. League | J. League | Copa J. League | Copa J. League | Total | Total |
| Club             | Año   | Part.     | Goles     | Part.          | Goles          | Part. | Goles |
| ---------------- | ----- | --------- | --------- | -------------- | -------------- | ----- | ----- |
| Zweigen Kanazawa | 2018  | 5         | 0         | -              | -              | 5     | 0     |
| Total            | Total | 5         | 0         | 0              | 0              | 5     | 0     |